# 6115 Martinduncan
6115 Martinduncan è un asteroide della fascia principale. Scoperto nel 1984, presenta un'orbita caratterizzata da un semiasse maggiore pari a 2,2264109 UA e da un'eccentricità di 0,1545877, inclinata di 4,89413° rispetto all'eclittica.
L'asteroide è così denominato in onore dell'astronomo canadese Martin J. Duncan.